# Oppsveten
Oppsveten är en sjö i Smedjebackens kommun i Dalarna och ingår i Norrströms huvudavrinningsområde. Sjön har en area på 0,675 kvadratkilometer och ligger 175,1 meter över havet. Sjön avvattnas av vattendraget Hyttån. Vid provfiske har abborre, gädda och mört fångats i sjön.

## Delavrinningsområde
Oppsveten ingår i det delavrinningsområde (665623-148091) som SMHI kallar för Inloppet i Västra Sveten. Medelhöjden är 221 meter över havet och ytan är 30,72 kvadratkilometer. Det finns inga avrinningsområden uppströms utan avrinningsområdet är högsta punkten. Hyttån som avvattnar avrinningsområdet har biflödesordning 4, vilket innebär att vattnet flödar genom totalt 4 vattendrag innan det når havet efter 232 kilometer. Avrinningsområdet består mestadels av skog (85 procent). Avrinningsområdet har 0,74 kvadratkilometer vattenytor vilket ger det en sjöprocent på 2,4 procent.